# Końskowola
Końskowola is een plaats in het zuidoosten van Polen in de gemeente Końskowola (powiat Puławski), gelegen tussen Puławy en Lublin, dicht bij de plaats Kurów, aan de rivier Kurówka.
De plaats telde 2188 inwoners in 2004.